# Hannogne-Saint-Rémy
Hannogne-Saint-Rémy è un comune francese di 118 abitanti situato nel dipartimento delle Ardenne nella regione del Grand Est.
Vi si coltiva l'ortica.

## Società

### Evoluzione demografica
Abitanti censiti